# پنتاگون
پِنتاگون (به انگلیسی: Pentagon) مرکز و مقر فرماندهی وزارت دفاع ایالات متحده آمریکا است.
این بنا در ۴۸. Rotary Road, Arlington, Virginia ۲۲۲۱۱ قرار دارد و نماد نیروهای مسلح ایالات متحده آمریکا است. کلمه پنتاگون معمولاً بیشتر به عنوان وزارت دفاع استفاده می‌شود.
این ساختمان توسط معمار آمریکایی جورج برگ استورم (۱۸۷۶–۱۹۵۵) طراحی و توسط جان مک شین پیمانکار فیلادلفیایی ساخته شده و در تاریخ ۱۵ ژانویه ۱۹۴۳ کامل شده است. این ساختمان دارای بالاترین ظرفیت در بین ساختمان‌های اداری در دنیا است و یکی از بزرگ‌ترین ساختمان‌های دنیا از نظر مساحت طبقات است. پنتاگون تقریباً ۲۸۰۰۰ نفر نظامی و کارمند و حدود ۳۰۰۰ نفر برای خدمات دارد. این ساختمان دارای پنج وجه است و شامل ۵ طبقه بالای زمین و نیز ۲طبقه زیر زمین می‌باشد. پنتاگون، در هر طبقه ۵ راهرو دارد و مجموعاً ۷۸ کیلومتر راهرو داراست. پنتاگون در زبان یونانی معنای پنج‌ضلعی می‌دهد. در واقع پنج ساختمان به هم چسبیده است و این ساختمان‌ها شامل ستاد نیروی زمینی، ستاد نیروی هوایی، ستاد نیروی دریایی، ستاد کل ارتش و وزارت دفاع می‌باشد.

## مساحت
- تمام مساحت زمین: ۲٫۴ کیلومتر مربع
- هزینه:۲۲۴۵٬۰۰۰ دلار
- مساحت حیاط مرکزی:۲۰۰۰۰ متر مربع
- پل و پل هوایی:۲۱

## پارکینگ
فضای پارکینگ:۲۷۰۰۰۰ متر مربع

گنجایش ۸٬۷۸۰ ماشین

## ساختمان مرکزی
- هزینه ساختمان:۴۹٬۶۰۰٬۰۰۰ دلار
- جمع کل مساحت طبقات:۶۲۰٬۰۰۰ متر مربع
- گنجایش مکعب:۲٬۰۰۰٬۰۰۰ متر مربع
- طول هر دیوار خارجی:۲۸۰ متر
- ارتفاع ساختمان:۲۴ متر
- طول کل راهروها:۲۸ کیلومتر
- پلکان:۱۳۱
- پلکان متحرک:۱۹
- آسانسور:۱۳
- پنجره:۷٬۷۵۴
- مخزن نوشیدنی:۶۹۱
- ساعت‌های نصب شده:۴٬۲۰۰
- چراغها:۱۶٬۲۵۰
- تعداد چراغهای جایگزین شده در هر روز:۲۵۰
- مجموع مساحت شیشه:۲۸٬۷۳۲ متر مربع
- کابل‌های تلفن:۱۶۰٬۹۳۴ کیلومتر
- تعداد مکالمات تلفنی روزانه:۲۰۰٬۰۰۰ تماس
- تعداد نامه‌هایی که ماهانه توسط پست وزارت دفاع منتقل می‌شود:۱٬۲۰۰٬۰۰۰

## حمله ۱۱ سپتامبر
در حادثه ۱۱ سپتامبر ۲۰۰۱ یک هواپیمای بوئینگ ۷۵۷ شرکت امریکن ایرلاینز به پنتاگون برخورد کرد.

## پنتاگون در بازی‌های ویدیویی
در بازی ندای وظیفه: بلک اپس در مرحله‌ای از بازی شخصیت اصلی بازی الکس میسون برای بازدید با رئیس‌جمهور دهه ۶۰ آمریکا جان اف. کندی به این مکان می‌رود. همچنین در بخش زامبی این بازی در حضور شخصیت‌هایی مانند جان اف. کندی و فیدل کاسترو در پنتاگون به مبارزه با زامبی‌ها پرداخته می‌شود.

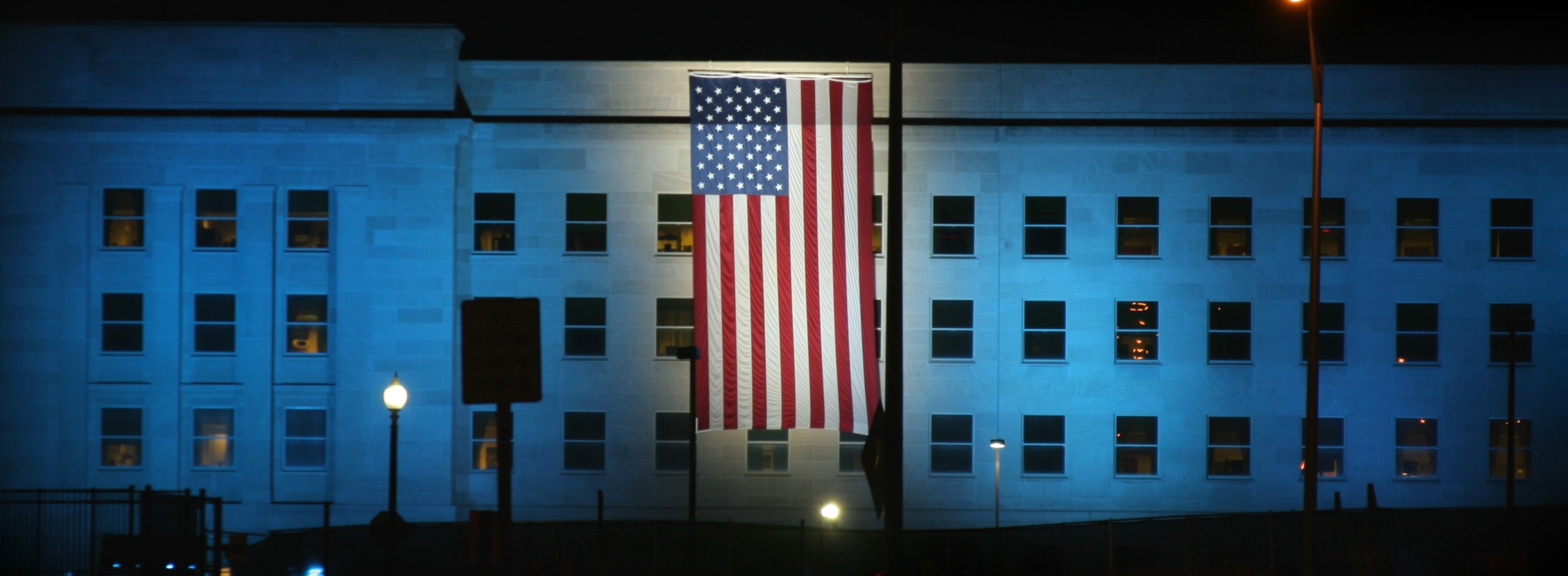
سالگرد ۱۱ سپتامبر